# Trachelissa pustulata
Trachelissa pustulata är en skalbaggsart som först beskrevs av Audinet-serville 1834.  Trachelissa pustulata ingår i släktet Trachelissa och familjen långhorningar. Inga underarter finns listade i Catalogue of Life.